# Pani Bovary (film 2014)
Pani Bovary (ang. Madame Bovary) – amerykańsko-belgijsko-niemiecki film z 2014 roku w reżyserii Sophie Barthes. Ekranizacja powieści o tym samym tytule Gustawa Flauberta wydanej w 1856 roku.

## Główne role
- Mia Wasikowska - Emma Bovary
- Henry Lloyd-Hughes - dr Charles Bovary
- Rhys Ifans - kupiec bławatny Lheureux
- Logan Marshall-Green - markiz d'Andervilliers (w powieści Rodolphe Boulanger)
- Ezra Miller - Leon Dupuis
- Paul Giamatti - aptekarz Homais
- Laura Carmichael - Henriette
- Luke Tittensor - Hippolyte
- Olivier Gourmet - pan Rouault

## Fabuła
Emma, młoda kobieta, która nie ukończyła jeszcze 18 lat, pakuje swoje rzeczy i przygotowuje się do opuszczenia klasztoru, aby poślubić mężczyznę, którego jej ojciec, rolnik, zaaranżował jej jako męża: wiejskiego lekarza Charlesa Bovary'ego. Jednak w małym prowincjonalnym miasteczku Yonville jest znudzona i nieszczęśliwa. Większość czasu spędza sama, czytając lub spacerując po ogrodzie, podczas gdy mąż zajmuje się pacjentami. Nawet gdy jest w domu, Emma czuje się znudzona lub zaniedbana przez Charlesa.
Emma tęskni za czymś więcej - ekscytacją, pasją, statusem i miłością. Na początku wykazuje powściągliwość, gdy urzędnik prawny Leon Dupuis płochliwie wyznaje jej uczucia. Jednak odwagi dodaje jej romans z Markizem. Wydaje pieniądze, których nie posiada, na wystawne sukienki i dekoracje od sprytnego handlarza modnymi artykułami, pana Lheureux, który udziela jej kredytu.